# NGC 621
NGC 621 je čočková galaxie v souhvězdí Trojúhelník. Její zdánlivá jasnost je 12,8m a úhlová velikost 1,2′ × 1,0′. Je vzdálená 237 milionů světelných let. Galaxii objevil 24. listopadu 1883 Édouard Jean-Marie Stephan.